# Sittard

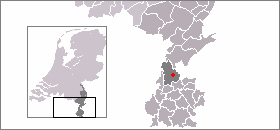
Sittard geografiska läge.

Sittard (limburgiska: Zitterd) är en stad med cirka 37 000 invånare (2016) i kommunen Sittard-Geleen i provinsen Limburg i Nederländerna. Den är belägen cirka 20 kilometer norr om Maastricht där den nederländska "tarmen" mellan Belgien och Tyskland är som smalast.

## Sport
I staden finns ett professionellt fotbollslag Fortuna Sittard som spelat flera säsonger i den nederländska högsta divisionen Eredivisie. Handbollsklubben HV Sittardia hör också hemma i staden.

### Fotnoter
1. ↑  ”Zlatan hittade rätt två gånger” (på svenska). Dagens nyheter. 6 december 2001. http://www.dn.se/arkiv/sport/zlatan-hittade-ratt-tva-ganger/. Läst 27 maj 2017.